# Scardamia iographa
Scardamia iographa là một loài bướm đêm trong họ Geometridae.